# Emerik Olsoni
Emerik Olsoni, född 11 februari 1887 i Kronoborg, död 20 augusti 1971 i Falun, var en finländsk bibliotekarie.
Olsoni blev filosofie magister 1919. Han anställdes samma år vid Helsingfors universitetsbibliotek och var 1938–1950 äldre underbibliotekarie. Han skötte även generalstabens boksamlingar och var 1925–1945 bibliotekarie vid försvarsmaktens centralbibliotek.
Olsoni verkade också inom publicistiken, bland annat vid den konservativa eftermiddagstidningen Iltalehti, där han var chefredaktör 1923–1924, och som översättare. Han utgav en bok om Ryssland, Venäjä ennen ja nyt (1923), och medarbetade flitigt i olika tidskrifter. 